# Plus jeden deň
Plus jeden deň – słowacki dziennik założony w 2006 roku.